# فرانسا
فرانسوالدو سیه‌نا جی سوزا (به پرتغالی: Françoaldo Sena de Souza) (زادهٔ ۲ مارس ۱۹۷۶) معروف به فرانسا (به پرتغالی: França)، بازیکن فوتبال سابق اهل برزیل است که در پست مهاجم بازی می‌کرد.

## باشگاهی
فرانسا در تیم‌های فوتبال سائو پائولو،بایر لورکوزن و کاشیوا ریسول سابقهٔ حضور دارد. 

## تیم ملی
فرانسا همچنین در فاصلهٔ سال‌های ۲۰۰۰ تا ۲۰۰۲، ۸ بار برای تیم ملی برزیل به میدان رفته و طی این مدت ۱ گل به ثمر رسانده‌است.